# Bira Valdez
Ubirajara Leme Valdez, conhecido como Bira Valdez (Rio de Janeiro, 14 de janeiro de 1953 — São Paulo, 23 de junho de 2005) foi um jornalista e apresentador de televisão brasileiro.
Formou-se em jornalismo na Faculdade Objetivo em São Paulo. Trabalhou na Jovem Pan e depois, mudou-se para Porto Alegre, no Rio Grande do Sul,[carece de fontes?] onde atuou nas rádios Gaúcha, Difusora e Guaíba e por 12 anos, foi apresentador do Jornal do Almoço e do RBS Notícias na RBS TV.
Na década de 1990, na Rede Bandeirantes, Bira foi diretor-geral da emissora no Rio Grande do Sul. Em 2003, foi para a emissora em São Paulo, onde foi apresentador principal do programa Canal Livre.
Faleceu devido a um enfarte em seu flat, em São Paulo, em 23 de junho de 2005. Deixou a mulher, Ana Paixão Côrtes (filha do tradicionalista gaúcho Paixão Côrtes), e as filhas Vitória (à época com seis anos) e Paula Valdez, com 26, apresentadora da previsão do tempo no telejornal RBS Notícias.